# イギリス鉄道700形電車

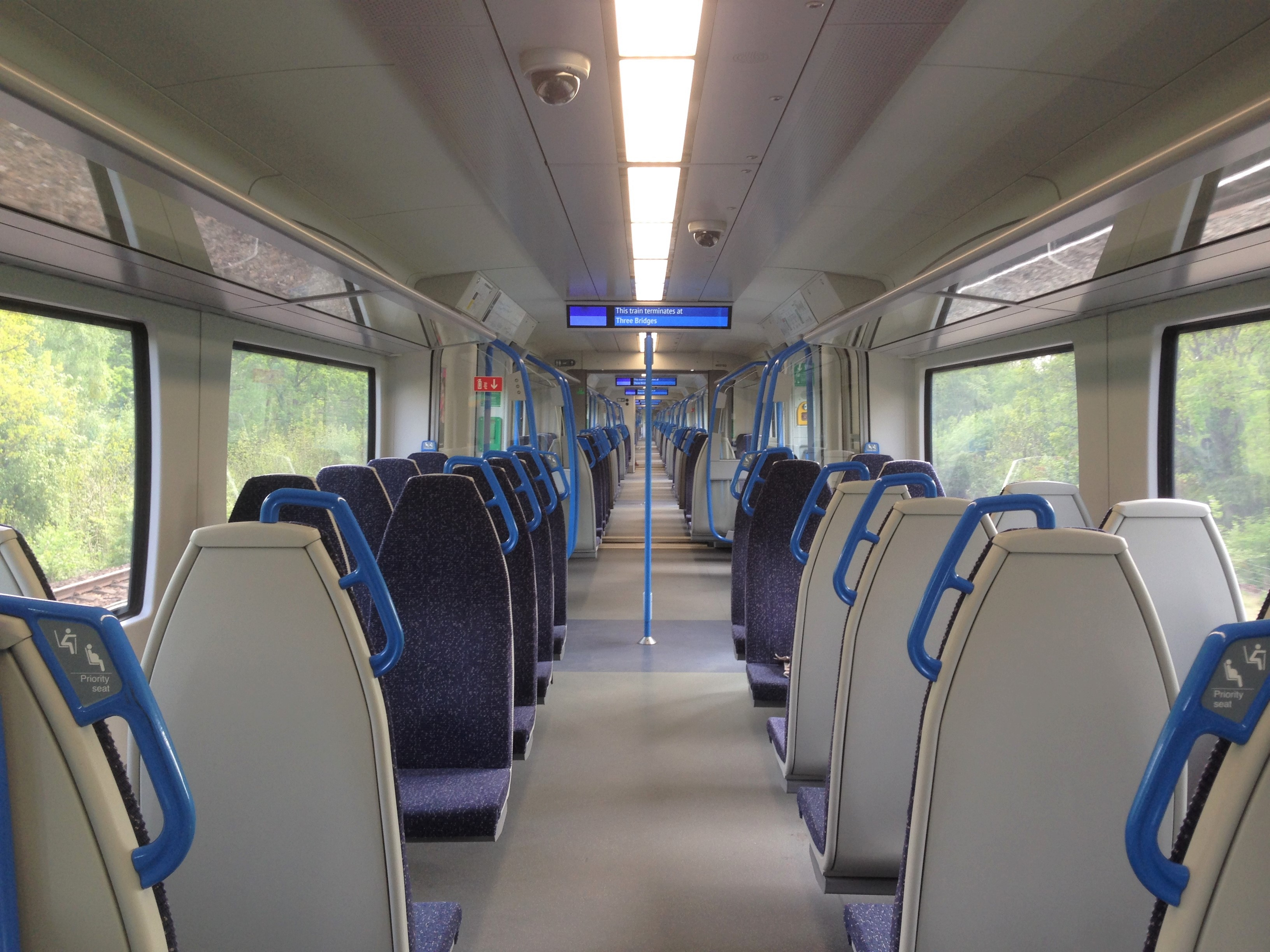
普通車車内

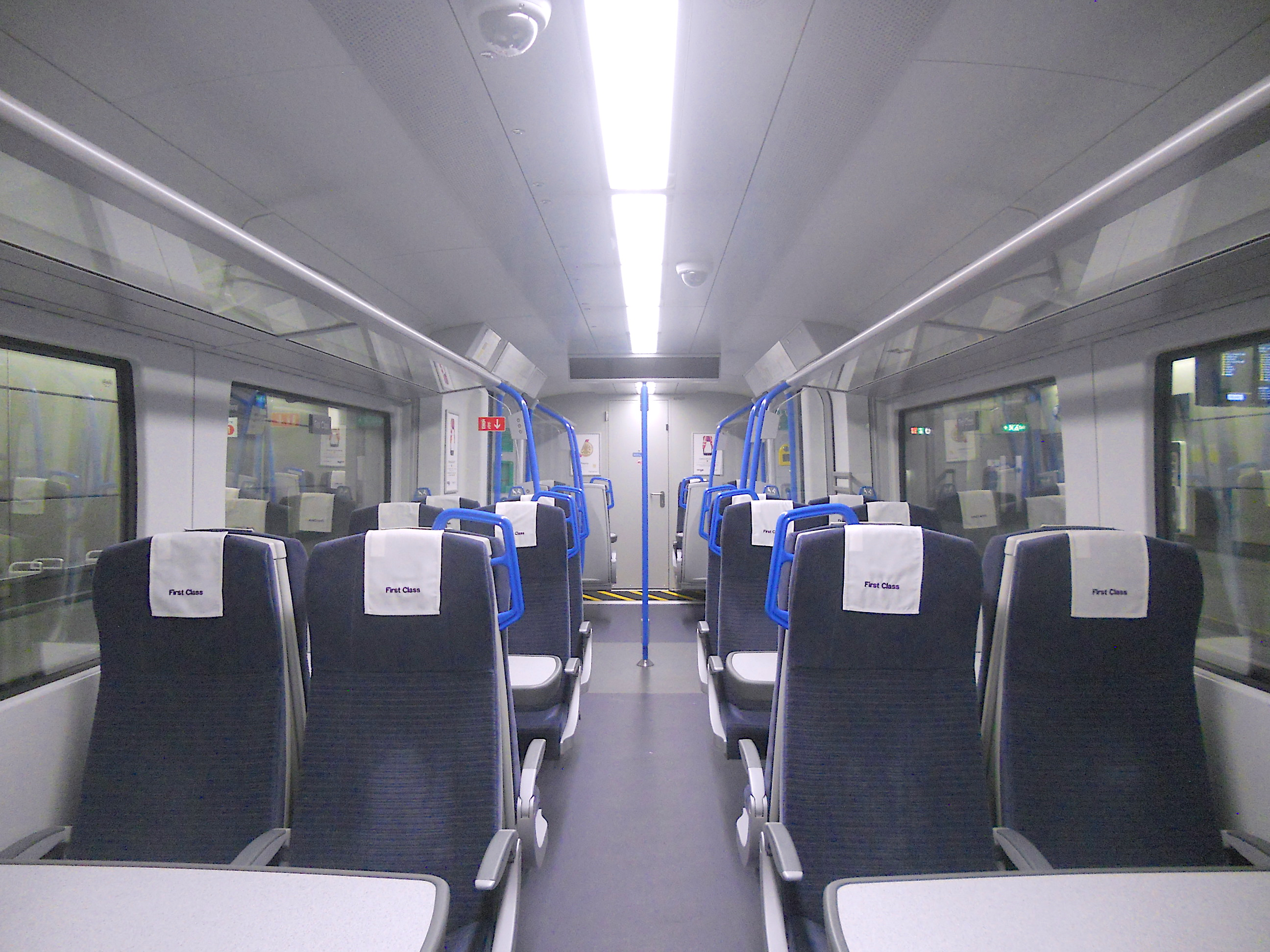
一等車車内

イギリス鉄道700形電車はロンドンを南北に縦貫するテムズリンク・ネットワークで用いられるイギリスの交直流電車である。同ネットワークの改良計画であるテムズリンク・プログラムの一環として、2014年から2018年にかけて8両編成60本、12両編成55本がシーメンスによって製造された。ゴヴィア・テムズリンク・レールウェイによって「テムズリンク」ブランドで運用されている。
2016年に営業運転を開始し、2017年には319形、377形、387形の置き換えを完了、その後もネットワークの拡大に合わせる形で2019年まで導入が続いた。最高速度は100 mph (160 km/h)、定員は8両編成で1146名、12両編成で1754名である。ホーンジー車両基地およびスリー・ブリッジズ車両基地の2か所に整備施設が設けられている。
700形は「デジロUK」ファミリーの後継として開発された「デジロ・シティ」ファミリーの第一号であり、派生車両として707形および717形がある。

## 調達

### 発表
運輸省は2008年4月9日にテムズリンク向け新型車両の調達プロセスを開始した。この計画は増大する需要に対応するためにテムズリンク・ネットワークの輸送力増強を行おうとするもので、主導者が列車運行会社ではなく運輸省であるという点で特殊であった。契約者には車両の製造だけでなく、整備施設の建設及び運営と製造資金の提供が求められ、車両のリース料と整備料で収益を得るようになっていた。
要求仕様には、高い信頼性、短い停車時間、旅客案内及び整備のための統合情報システム、100 mph (160 km/h)の最高速度、高密度運転のための高い加減速性能、軽い重量、小さい軌道への負荷、高いエネルギー効率が含まれ、編成長は240 mと162 mの2通りとされた。
接客設備は、240 m型は「アウターサバーバン」ないし「コミューター」タイプ、162 m型は「メトロ」ないし「アーバン」タイプとされ、片側2列のクロスシートに補助座席を備え、多数の立客も想定するものとされた。乗り心地や静粛性については現行車両と比較し同等以上とし、空調を設置することも求められた。また、運転関係では、ワンマン運転と自動運転に対応し、通信装置としてGSM-Rを、保安装置としてAWS、TPWS、ERTMSレベル2の各システムを搭載することが定められた。
電源は直流750 V（第三軌条）と交流25000 V（架空線）の2種類に対応、回生ブレーキを使用可能とし、部品のモジュール化や遠隔診断の採用、複雑なシステムの回避によって整備時間を短縮することが要求された。重量については、240 m型について384トンという目標値が与えられた。

### 入札
2008年7月、運輸省は候補としてアルストム、ボンバルディア、日立製作所、シーメンスをそれぞれ中心とした4つのコンソーシアムを挙げ、同年11月に入札招待状を発行した。
日立製作所は2009年4月に入札を辞退した。
シーメンスは2009年7月に、同社の「デジロ」ファミリーに属し、デジロUKやデジロ・メインラインの発展形にあたる「デジロ・シティ」を発表した。これは2007年に開発が開始されたもので、約4500万ポンドが投じられた。
アルストムは2009年9月に、同社の「エクストラポリス」ファミリーに属する連接車である「エクストラポリスUK」を発表した。この車両は台車が車体の片端にしかなく、もう一方の端は隣の車体につながっているという構造で、車体長が15.6mと短いため車体幅がやや広くなっていた。台車の数が減ることにより、約40トンの軽量化が見込まれたが、その一方で軸重は重くなっていた。この提案は同年10月に却下された。
ボンバルディアは、インサイドフレーム構造と車体装架カルダン駆動方式を用いた「FLEXX Eco」台車を台車装荷式に発展させた新型台車を採用した「アヴェントラ」ファミリーの車両を提案した。
最終候補に残ったシーメンスとボンバルディアの提案は、ともにインサイドフレーム構造の台車を採用し、近代的な情報システムを備えた非連接式の車両であった。

### 決定・締結
当初、契約の締結は2009年夏、営業運転開始は2012年2月、導入の完了は2015年となることが計画されていた。しかし、2010年の総選挙やそれに続いて行われた歳出計画の策定により中断され、2010年11月に調達の継続が伝えられた。
2011年6月16日、シーメンス・プロジェクト・ヴェンチャーズ、イニスフリー、スリーアイ・インフラストラクチャーによるコンソーシアムであるクロス・ロンドン・トレインズがPFI契約の優先交渉権者に指定された。車両の製造はシーメンスによって行われることとなり、導入時期が2015年から2018年に変更されることも併せて発表された。
契約の締結に際しても遅れが発生した。シーメンスは2012年前半に合意に至ることを期待していたが、2012年11月には商務契約の締結が同年中、融資契約の締結が2013年前半と修正され、2012年12月に商務契約が大筋で合意されたと報じられた。
このような遅れの影響により、387形4両編成29本がつなぎとして導入されることとなり、サザンが主導する形で2012年12月に調達が開始され、2013年7月に契約が締結された。
2013年半ば、国家監査局は契約の遅れがテムズリンク・プログラム全体に悪影響を与える可能性があると発表した。
2013年6月14日、1140両の車両の費用を賄い、製造し、保守する総額16億ポンドの契約が、運輸省、シーメンス、クロス・ロンドン・トレインズの間で締結された。
計画の実行費用はロイズ銀行、三井住友銀行、ドイツ復興金融公庫、三菱東京UFJ銀行を主幹事とし、欧州投資銀行など合計19行が参加するシンジケートローンによって調達された。なお、車両基地の建設にかかわる費用はシーメンス・フィナンシャル・サービスからの融資で賄われている。

## 仕様・製造

### 台車

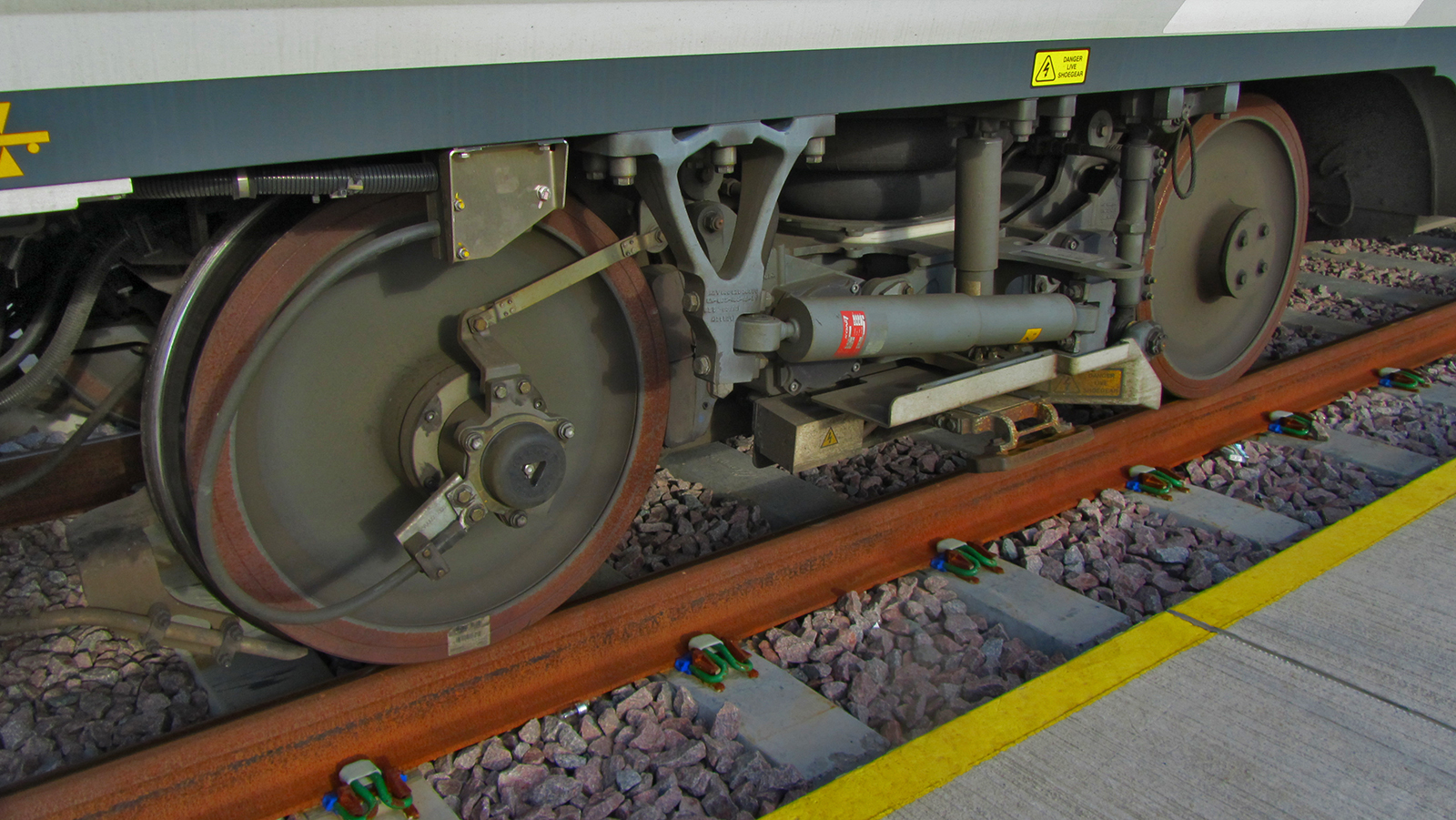
動力台車

700形に採用された新型台車はSF7000台車といい、SF5000台車の代替としてイギリス市場向けに2007年に開発が開始されたものであった。エネルギー消費と線路使用料の削減のため軽量化が重視され、短い軸距と中空車軸、インサイドフレーム構造を採用したボルスタレス台車となっている。この結果、重量は動力台車で6.3トン、付随台車で4.4トンとSF5000台車の約3分の2となった。
軸ばねには積層ゴムを、枕ばねには空気ばねを用い、輪径は820 mm、軸距は2200 mm（動力台車）である。ブレーキ方式は踏面ブレーキに加え、動力台車で回生ブレーキ、付随台車でディスクブレーキが採用されている。
SF7000台車の試作品はオーストリアのグラーツにある工場で2011年後半に完成した。

### 製造
700形量産先行車の製造は融資契約締結前に既に開始されていた。
2014年1月、700形のモックアップがエクセル展覧会センターで公開され、その後ロンドンおよび周辺各所で展示された。
同年3月、シーメンスが保有するドイツのヴィルデンラート試験線において12両編成の車両の試運転が開始され、2015年4月には完成した編成がクレーフェルトにおいて披露された。
1本目の編成は2015年7月末にイギリスに到着し、スリー・ブリッジズ車両基地に納入された。同年12月には、ブライトン本線上で試運転が開始された。

## 導入
2016年6月20日、700 108編成を皮切りとして、700形の営業運転が開始された。2017年9月18日には、それまで使用されていた319形、377形、387形の置き換えが完了した。納入は2018年夏に完了し、2019年末までにすべての編成が営業入りした。
700形の合計両数はそれまでテムズリンクで使用されていた車両の倍以上に当たる。この増分は輸送力の増強だけでなく、テムズリンク・ネットワークを拡張するためにも活用されている。
2017年11月6日、700形は700 128編成を皮切りにグレート・ノーザン・ルートでの営業運転を開始した。2018年2月26日には、カナル・トンネルの供用開始に伴い、同ルートはテムズリンク・ネットワークに組み込まれた。なお、ここでは365形の一部が700形によって置き換えられている。
2017年12月11日、ゴヴィア・テムズリンク・レールウェイが「サザン」ブランドで運行していたピーク時のロンドン・ブリッジ（移管によりベッドフォード（英語版・街）発着に変更） - リトルハンプトン（英語版・街）間列車および平日のロンドン・ブリッジ - ホーシャム（英語版・街）間列車が700形による運行に変更された。
2018年5月21日、レイナム（英語版・街） - ルートン（英語版・街）間列車が新設され、サウスイースタンが運行していたジリンガム（英語版・街） - チャリング・クロス間列車を置き換えた。
このほか、ケンブリッジ - メイドストン・イースト（英語版・街）間列車にも投入されることが決まっているが、運行開始時期は未定である。

## 批判

### 調達
国内にダービー・リッチャーチ・レーン鉄道工場を持つボンバルディアではなく、イギリス国外での製造となるシーメンスが700形を受注したことは、政府の入札プロセスや国内の製造業に対する姿勢への批判を呼び、政府調達の方法についての監査が行われるきっかけにもなった。また、イギリス初導入の台車を用いることも批判の的となった。
2014年に国家監査局が公表したインターシティ・エクスプレスおよびテムズリンクの2つの車両調達計画に関する報告書では、運輸省がそれまで大規模な車両調達計画を自ら実施したことがなく、主導権を握る意思にかけていたのではないかと指摘され、また、入札者とのコミュニケーション不足により訴訟リスクを高めたとされた。

### 内装
700形は立客スペースの拡大のため1両当たりの座席数が旧型車両と比較して少なくなっており、主に長距離客から批判されている。ただし、時間あたりに提供される総座席数は高頻度運転の実施によりむしろ増加している。
また、座席そのものについても形状、クッション材の少なさ、小ささ、間隔の狭さなどが批判されており、アイロン台やコンクリートにたとえられている。ゴヴィア・テムズリンク・レールウェイはクッション材の量について、防火基準を満たすためのものだと主張したが、鉄道安全基準委員会はこれを事実に反するとし、運輸省によるコスト削減策であると主張した。
納入時、700形には背面テーブルやWi-Fiなど標準的とされる装備がついておらず、一部の編成には追設が行われている。

## 編成
テムズリンク向け新型車両には、2013年に700形というTOPS形式が与えられた。このうち、60本ある8両編成は700/0形、55本ある12両編成は700/1形と分類される。
イギリスの鉄道における旅客車分類記号を用いると、700/0形はDMCO-PTSO-MSO-TSO-TSO-MSO-PTSO-DMCO、700/1形はDMCO-PTSO-MSO-MSO-TSO-TSO-TSO-TSO-MSO-MSO-PTSO-DMCOと表せる。
両先頭車にある一等室のうち、進行方向後ろ側のものは普通車として開放される。
2013年7月、車両リース会社のエバーショルト・レール・グループが22年間のアセットマネジメント契約をクロス・ロンドン・トレインズと締結した。
塗装は薄い灰色を基調とし、ドアはパステルブルー、車端部には白色の斜線が入っている。
| 形式    | 運行事業者                                           | 編成両数 | 本数 | 製造年          | 編成番号          |
| ------- | ---------------------------------------------------- | -------- | ---- | --------------- | ----------------- |
| 700/0形 | ゴヴィア・テムズリンク・レールウェイ（テムズリンク） | 8両      | 60本 | 2014年 - 2018年 | 700 001 - 700 060 |
| 700/1形 | ゴヴィア・テムズリンク・レールウェイ（テムズリンク） | 12両     | 55本 | 2014年 - 2018年 | 700 101 - 700 155 |

## 車両基地
運輸省は2008年にテムズリンク向け新型車両を整備する車両基地の新設についての調査を発注した。ネットワーク・レールはロンドン中心部の区間が保線のために夜間閉鎖されることを想定し、ロンドンの両側に1か所ずつ車両基地を置くことを希望した。1か所にまとめることも検討されてはいたが、十分な広さの土地が見つからず採用されなかった。
候補として、以下の場所が挙げられた。
- ウェリングバラ（英語版）（ノーサンプトンシャー） - 既存の側線を含む
- ホーンジー（英語版）（ハーリンゲイ区） - 既存の車両基地（英語版）に隣接
- クリックルウッド（英語版）（バーネット区）
- セルハースト（英語版）（クロイドン区） - 既存の車両基地（英語版）の土地を流用
- スリー・ブリッジズ（英語版）（ウェスト・サセックス）
- トンブリッジ（英語版）（ケント）

2008年末にはホーンジー、スリー・ブリッジズ、トンブリッジの3か所に絞られ、最終的に前2者が選定された。
2009年8月、ネットワーク・レールの委託を受けたアラップによって両車両基地の開発許可が申請された。しかし、同年12月、ホーンジー車両基地の開発計画が規模の問題からコミュニティ・地方自治大臣ジョン・デナムによって不許可となると、ホーンジー駅北側、ホーンジー駅東側隣接地、チェスタートン（ケンブリッジシャー）を候補として再検討が行われ、結果的に当初の計画と同じ位置に規模を縮小して車両基地を建設することが決定された。
2011年には、ホーンジー車両基地を縮小、スリー・ブリッジズ車両基地を拡大した新たな開発計画が提出された。2013年半ば、フォルカーフィッツパトリックが両車両基地を建設する契約を約1億5000万ポンドで獲得した。
スリー・ブリッジズ車両基地は2015年10月に、ホーンジー車両基地は2016年12月にそれぞれ開業した。
スリー・ブリッジズ車両基地はスリー・ブリッジズ駅の南方1.5 km、ブライトン本線からアルン・ヴァレー線とスリー・ブリッジズ - タンブリッジ・ウェルズ線（廃線）が分岐した先にあり、ブライトン本線の両側に広がっている。この地は開発以来鉄道用地として使用されてきており、1910年の時点で東側に側線が、西側に機関庫と転車台が設置されていた。700形の車両基地の建設が決まった2008年の時点では、西側の側線はほとんど使用されておらず、東側にはEWSやBAMナッタル、コーラス・レール、バルフォア・ビーティーなどが使用する側線や事務所が存在していた。
ホーンジー車両基地はホーンジー駅付近のイースト・コースト本線の東側に位置しており、A504号線を挟んで南北に分かれている。検修庫が所在する北側部分は19世紀末から20世紀初頭にかけて整備された盛土上のコロネーション側線跡にあり、留置線が広がる南側部分は隣接する既存車両基地とともに20世紀に入ってから鉄道用地として大規模に開発が行われた土地に当たる。

## 事故
- 2019年8月9日に発生した、ナショナルグリッド（英語版）の周波数が50 Hzから48.914 Hzまで低下した事案では、交流区間を走行していた700形・717形60本が停止した。約半分は運転士によって起動されたが、残りの約半分は技術者の出張を必要とし、371本の列車が全面運休、220本が区間運休、873本が遅延し、セント・パンクラス駅とキングス・クロス駅が混雑によって数時間閉鎖されるなど大きな影響が出た[89]。700形・717形は短時間であれば48.5 Hz下でも走行可能な一方、49 Hzまでの低下でも停止することがあるとされていた。この場合、バッテリーを用いたリセットによって起動が可能なはずであったが、アップデートによって生じたソフトウェアのバグにより、更新済の編成が起動不能に陥ったのであった[90]。